# Meniń Qazaqstanym
El meu Kazakhstan (Kazakh: Менің Қазақстаным, Mening Khazakhstanim) és l'himne nacional del Kazakhstan, adoptat el 7 de gener de 2006. Està basat en una cançó homònima escrita el 1956, amb música composta per Shamshi Kaldayakov i lletra escrita per Jumeken Najimedenov. Este himne va reemplaçar l'himne de la República del Kazakhstan com a l'estatal, el qual va ser utilitzat després de la independència. La lletra original fou modificada per Nursultan Nazarbàiev, el President del Kazakhstan, abans que el decret fóra emès.

## Incident a un esdeveniment esportiu del 2012
En març del 2012, un himne nacional paròdic, O Kazakhstan, que forma part de la banda sonora de la pel·lícula Borat: Cultural Learnings of America for Make Benefit Glorious Nation of Kazakhstan, fou reproduït per error al Grand Prix International d'esports de tir de Kuwait. La guanyadora de la medalla d'or, Maria Dmitrienko, va romandre dempeus en la tarima mentre tot l'himne de paròdia fou reproduït. L'equip es queixà, i la cerimònia del premi fou tornat a ser representada. L'incident aparentment fou resultat de descarregar-se la cançó equivocada de Youtube a l'últim moment. Açò comportà que es prohibira la pel·lícula al país del Kazakhstan i Kuwait.